# فرسان شنغهاي
فرسان شنغهاي هو فيلم كوميدي عن فنون القتال عام 2003. وهو تكملة لـفيلم Shanghai Noon . من إخراج ديفيد دوبكين وتأليف ألفريد غوف ومايلز ميلار ، ومن بطولة جاكي شان وأوين ويلسون .

## القصة
في عام 1887 ، قاد اللورد نيلسون راثبون مجموعة من الملاكمين إلى المدينة المحرمة ، مما أسفر عن مقتل حارس الختم الإمبراطوري للصين وسرقة الختم.

## الطاقم
- جاكي شان بدور تشون وانج
- أوين ويلسون بدور روي أوبانون
- آرون جونسون في دور تشارلي شابلن
- توم فيشر بدور آرثر "آرتي" دويل
- دوني ين في دور وو تشاو
- ايدان جيلن في دور اللورد نيلسون راثبون
- فان وونغ في دور تشون لين
- أوليفر كوتون بدور جاك السفاح
- كيم تشان في دور والد تشون وانغ وتشون لين
- جيما جونز بدور الملكة فيكتوريا
- توم وو في دور الملاكم الرئيسي ليو
- كيلي ماري كير بدور كلارا
- قسطنطين غريغوري عمدة مدينة نيويورك
- راي دون في دور قروي صيني
- باربرا نيدلياكوفا
- آنا لويز بلومان
- جورجينا تشابمان
- ديزي بومونت في
- أليسون كينج
- مات هيل في دور نائب
- باري ستانتون في دور اللورد المستشار

### فريق جاكي شان ستانت
- براد آلان بدور سفاح الشارع / سفاح المكتبة
- بول أندروفسكي في دور سفاح المكتبة مع السيف (مزدوج) / شرطي إنجليزي
- نيكي لي
- كين لو
- تشيونغ وينج سمين
- هو جون
- وو قانغ
- بارك هيون جين
- لي إن سوب
- هان جوان هوا

## الاستقبال
تلقى الفيلم آراء متباينة من النقاد ، حيث سلط البعض الضوء على التعاون بين تشان وويلسون ، وتسلسل الحركة ، والطبيعة الممتعة للفيلم ، لكنهم لم يمدحو الحبكة. على موقع Rotten Tomatoes ، حصل الفيلم على نسبة موافقة تبلغ 66٪ بناءً على 151 مراجعة.  في Metacritic ، حصل الفيلم على 58 درجة من أصل 100 ، بناءً على آراء 33 منتقدًا.  منح الجمهور الذي استطلعت آراؤه CinemaScore الفيلم درجة "B +" على مقياس من A إلى F. 

## روابط خارجية
- فرسان شنغهاي على موقع IMDb (الإنجليزية)
- فرسان شنغهاي على موقع ميتاكريتيك (الإنجليزية)
- فرسان شنغهاي على موقع روتن توميتوز (الإنجليزية)
- فرسان شنغهاي على موقع نتفليكس (الإنجليزية)
- فرسان شنغهاي على موقع ألو سيني (الفرنسية)
- فرسان شنغهاي على موقع Turner Classic Movies (الإنجليزية)
- فرسان شنغهاي على موقع أول موفي (الإنجليزية)
- فرسان شنغهاي على موقع بوكس أوفيس موجو (الإنجليزية)
- فرسان شنغهاي على موقع فيلمافينيتي (الإسبانية)
- فرسان شنغهاي على موقع قاعدة بيانات الأفلام السويدية (السويدية)